# Auto-Bit
Auto-Bit is een Japans historisch merk van motorfietsen.
De bedrijfsnaam was: Fujita Iron Works, later Auto-Bit Motorcycle Works, Tokio.
Auto-Bit produceerde vanaf 1952 kopieën van Britse 250cc-motorfietsen. In de jaren vijftig was het heel gebruikelijk dat Japanse motorfietsen kopieën waren van Europese modellen, ook de latere bekende merken deden dat. Hoewel de eencilinder stoterstangen-kopklepmotor was ontwikkeld door een voormalig ingenieur van Mitsubishi Motors, Miyazaki Kyosuke, was hij met zijn staande cilinder en dry-sump-smeersysteem toch duidelijk geïnspireerd op de Britse eencilinders en ook de motorfiets zelf was typisch Brits, nog uitgevoerd met plunjervering aan de achterkant, een zweefzadel en een aparte olietank onder het zadel.
Er kwam een einde aan toen Soichiro Honda aantoonde dat ook in Japan goede viertaktmotoren konden worden ontwikkeld, Yamaha zelf goede tweetaktmotoren ging ontwikkelen en Suzuki de tweetakttechniek van het Oost-Duitse MZ in handen kreeg. In 1961 leverde Honda al haar vijfde versie van de tweecilinder Honda Dream met bovenliggende nokkenas, een motorfiets die veel moderner was dan die van Auto-Bit. Dat gold ook voor tweetakten als de Yamaha YD-2 en de Suzuki TB 250. Al deze motorfietsen veerden, stuurden en remden beter dan de ouderwetse Auto-Bit en ze leverden bijna het dubbele vermogen.
Japanse merken die zware Europese modellen kopieerden konden dat nog jaren volhouden. Marusho/Lilac (Victoria en BMW-kopieën) tot 1969 en Meguro (BSA-kopie) tot 1964, toen het overging in Kawasaki. Producenten van lichte modellen konden de strijd niet winnen. Zo stopten Cabton en Meihatsu (AJS-kopieën) in 1961 en Auto-Bit in 1962.